# Lindsay Bernard Hall
Lindsay Bernard Hall (Liverpool, 28 de diciembre de 1859-Londres, 14 de febrero de 1935) fue un artista, profesor y director de galería de arte australiano nacido en Inglaterra.

## Biografía
Hall nació en Garston, Liverpool, Inglaterra, hijo de un corredor de bolsa de la misma familia que el capitán Basil Hall, escritor de libros de viajes; su abuelo materno fue el director J. Z. Herrmann. Hall fue educado en Cheltenham College y creció en un ambiente de cultura. Estudió pintura en la South Kensington School of Art, Amberes y Munich, y trabajó durante varios años en Londres.
Expuso en la Real Academia de Arte y fue uno de los miembros originales del New English Art Club. Expuso con el club en 1886 y 1887, junto con  Clausen, Sargent, Gotch, Kennington y otros.
A la muerte de George Frederick Folingsby en 1891, fue nombrado director de la Galería Nacional de Victoria y maestro de su Escuela de Artes en Melbourne. Comenzó sus funciones en marzo de 1892. Hall se casó con Elsinore Mary Shuter el 18 de diciembre de 1894, sin embargo, ella murió en 1901. Ocupó el cargo en la Galería durante 43 años y muchos de los pintores más conocidos de Australia fueron capacitados por él en la Escuela de Arte de la Galería Nacional de Victoria.
Hall también actuó como asesor de los fideicomisarios para las compras de la galería y el museo de arte, y cuando se recibió el generoso legado de Alfred Felton en 1904, sus responsabilidades aumentaron mucho. En 1905, Hall fue a Inglaterra para realizar compras en virtud del legado. Después de su regreso, se esperaba que asesorara sobre todo lo presentado que pudiera encontrar un lugar en un museo de arte y, aunque nunca afirmó ser un experto en todas estas cosas, complementó su conocimiento con lecturas duras y cometió relativamente pocos errores.
En 1912, Hall se casó por segunda vez, esta vez con Harriet Grace Thomson, quien le sobrevivió con un hijo de su primer matrimonio y dos hijos y una hija del segundo matrimonio.
En febrero de 1934 volvió a Londres como asesor de los fideicomisarios de Felton y murió allí el 14 de febrero de 1935. Fue enterrado en el cementerio de Golders Green. Entre los asistentes se encontraban los artistas australianos George Bell, I. M. Cohen, James Quinn, Bess Tait y Marion Jones, así como los escultores británicos Gilbert Bayes y Lady Hilton Young.

## Obras
Las propias pinturas de Hall solían ser interiores, desnudos o pinturas de bodegones. A menudo estuvo representado en las exposiciones de artistas victorianos y otras sociedades y realizó varias exposiciones individuales, pero se mantuvo tan ocupado como director y asesor que sus pinturas tenían que realizarse los fines de semana y durante las vacaciones.